# Tännäs
Tännäs is een plaats in de Zweedse gemeente Härjedalen in het gelijknamige landschap en de provincie Jämtlands län. De plaats heeft 111 inwoners (2005) en een oppervlakte van 91 hectare. Tännäs ligt aan het meer Styggtjärnen op ongeveer tien kilometer van de grens met Noorwegen. In de omgeving van de plaats liggen enkele tot boven de boomgrens reikende bergen, zoals de 1276 meter hoge Brattriet.